# Just Coolin’
Just Coolin’ ist ein Jazzalbum von Art Blakey & The Jazz Messengers. Die zuvor unveröffentlichte Studiosession vom 8. März 1959 erschien am 17. Juli 2020 auf Blue Note Records.

## Hintergrund
Kurze Zeit nach den Aufnahmen für das Blue-Note-Album Moanin’ tourten Art Blakeys Jazz Messengers im November 1958 in Europa, mit Auftritten in Scheveningen, Paris und Zürich; sie spielten in der Besetzung mit dem Trompeter Lee Morgan, dem Tenorsaxophonisten Benny Golson, dem Bassisten Jymie Merritt und dem Pianisten Bobby Timmons. Golson verließ die Messengers nach der Tournee und wurde durch Messengers-Gründungsmitglied Hank Mobley ersetzt, als Blakey für eine weitere Blue-Note-Aufnahmesession ins Studio ging.
Die Just Coolin’-Session wurde am 8. März 1959 im Hackensack-Studio von Rudy Van Gelder aufgenommen und präsentiert Blakeys Jazz-Messengers in der neuen Besetzung. Zu den sechs Stücken auf dem Album gehören drei Mobley-Kompositionen (Hipsippy Blues, M&M und Just Coolin’), ein Standard, Bernice Petkeres Close Your Eyes sowie zwei bisher unveröffentlichte Kompositionen: Quick Trick von Bobby Timmons und das anonyme Jimerick. Das zur Zeit des Entstehens verworfene Album wurde für die Neuerscheinung von dem Jazz-Archivar und Produzenten Zev Feldman produziert und erschien als CD, Download und als analoge 180-g-Vinylpressung von Kevin Gray. Just Coolin’ ist die sechste in einer Reihe von Blue Note-Veröffentlichungen zum Gedenken an Blakeys hundertjährigen Geburtstag.
Es ist nicht bekannt, warum Alfred Lion beschlossen hat, die Session abzubrechen, schreibt Chris May, aber der wahrscheinliche Grund sei, dass der Produzent fünf Wochen später dieselbe Besetzung live im New Yorker Birdland für das zweiteilige Set At the Jazz Corner of the World aufgenommen hat, das vier von den sechs Titeln umfasst, aus denen Just Coolin’ besteht. Als die Messengers im Birdland auftraten, war das Material – zuvor alles neu für die Band – den Musikern vertrauter und die Ensemblepassagen wurden präziser gespielt, so May. Alfred Lion, immer ein Verfechter dieser Genauigkeit, hat sich vermutlich aus diesem Grund entschlossen, das Live-Album und nicht die Studio-Session zu veröffentlichen.

## Titelliste
Seite 1
1. Hipsippy Blues (Hank Mobley)
2. Close Your Eyes (Bernice Petkere)
3. Jimerick

Seite 2
1. Quick Trick (Timmons)
2. M&M (Mobley)
3. Just Coolin’ (Mobley)

## Rezeption
Chris May schrieb in All About Jazz, „Einundsechzig Jahre nach der Aufnahme bestätigt Just Coolin’ eine andere Wahrheit, die universelle Anerkennung verdient: Hard Bop dieser Qualität ist unsterblich.“ Konstantin Rega zählte das Album im Treble Magazine zu den besten Jazzalben des Jahres 2020 und meinte, „Nicht dass es keine Künstler gibt, die im Revival-Modus arbeiten, aber nur diese Tracks haben die Seele der 1950er-Jahre.“ Als  einer der Höhepunkte nennt der Autor „Quick Trick“, eine  Melodie, bei der Trompete, Saxophon, Piano und Schlagzeug cool, real und originell bleiben. Just Coolin’ bringe traditionellere Jazzstile zurück, klinge aber auch über 60 Jahre nach seiner Entstehung noch frisch.
Mauretta Heinzelmann stellte Just Coolin’ im NDR als „Jazzalbum der Woche“ vor: „Über 60 Jahre sind diese Aufnahmen alt und so frisch, dass sie einen sofort vom Hocker reißen.“ Gründungsmitglied Hank Mobley, der hier wieder bei den Jazz Messengers mitspielte, liefere im Duett mit Lee Morgan „zweistimmige Riffs ab, die so tight wie locker sind. In den Soli wirken die Spieler so frei und ausdrucksstark, dass man kaum glauben kann, dass es eine Studiosession ist.“
Lee Morgan sei der natürliche Nachfolger von Fats Navarro und Clifford Brown in der Bebop-Hierarchie, schrieb Lance Liddle in Bebop Spoken Here. Mobley, der Gründungsmitglied der Messengers gewesen war, habe, könnte man sagen, die Lücke zwischen dem Ausscheiden von Benny Golson und der Ankunft von Wayne Shorter geschlossen. Nach Ansicht des Autors war Mobley der beste Tenorsaxophonist der Gruppe – er lieferte auch drei der Kompositionen auf dem Album. Die Veröffentlichung sei das Warten wert gewesen, „obwohl ich denke, dass Alfred Lion damals die richtige Entscheidung getroffen hat. Die Clubatmosphäre der Birdland-Platten gibt ihnen das gewisse Extra.“
Marc Myers (Jazzwax) lobte Zev Feldman, dass dieser den Wert dieses Regalfunds erkannt und seine Veröffentlichung gefördert habe. Es sei faszinierend, die Jazz Messengers in einem Studioumfeld zu hören und die Tracks mit denen der Birdland-Veröffentlichung zu vergleichen. Wenn man die beiden hintereinander höre, müsste man sich fragen, was man als Produzent getan hätte. „Ich denke, Lion hat damals den richtigen Anruf getätigt,“ resümiert Myers, „aber Zev auch.“
Der Journalist Andrian Kreye urteilte in der Jazzkolumne der Süddeutschen Zeitung: „Selbst eine verschollene Studiosession, die Saxofonist Hank Mobley vergeigte, weil er an dem Tag seinen Ansatz nicht im Griff hatte und immer wieder wegquietschte, ist ... trotz der Patzer großartig.“

## Personal
- Aufnahme: Rudy Van Gelder
- Produzent: Alfred Lion, Zev Feldman (Postproduktion)
- Fotografie: Francis Wolff
- Design: Todd Gallopo
- Begleittext: Bob Blumenthal